# Ilias Akhomach
Ilias Akhomach Chakkour (Els Hostalets de Pierola, 16 aprile 2004) è un calciatore marocchino con cittadinanza spagnola, attaccante del Villarreal e della nazionale marocchina.

## Biografia
Nato in Spagna, è di ascendenza marocchina.

## Carriera

### Club
Nato a Els Hostalets de Pierola in Catalogna, ha debuttato con il Barcellona B il 7 novembre 2020 nella sconfitta per 1-0 contro l'FC Andorra in Segunda División B.
Il 20 novembre 2021 è stato schierato in campo dal primo minuto da Xavi alla sua prima partita da allenatore della prima squadra del Barcellona, nel derby contro l'Espanyol in Primera División.
Il 20 maggio 2023 ha annunciato di non voler rinnovare il contratto in scadenza e di rimanere svincolato a partire dal 30 giugno 2023.
Il 3 luglio 2023 ha firmato un contratto di quattro anni con il Villarreal, venendo assegnato inizialmente alla squadra B in Segunda División.

### Nazionale
Nel 2018 ha giocato con il Marocco Under-15. Successivamente ha rappresentato le nazionali giovanili spagnole.  Nel novembre 2023 torna suoi propri passi e sceglie di rappresentare il Marocco, con cui esordisce il 22 marzo 2024 nell'amichevole vinta 1-0 contro l'Angola.

## Statistiche

### Presenze e reti nei club
Statistiche aggiornate al 8 ottobre 2023.
| Stagione        | Squadra         | Campionato      | Campionato | Campionato | Coppe nazionali | Coppe nazionali | Coppe nazionali | Coppe continentali | Coppe continentali | Coppe continentali | Altre coppe | Altre coppe | Altre coppe | Totale | Totale | Totale |
| Stagione        | Squadra         | Comp            | Pres       | Reti       | Comp            | Pres            | Reti            | Comp               | Pres               | Reti               | Comp        | Pres        | Reti        | Pres   | Reti   |        |
| --------------- | --------------- | --------------- | ---------- | ---------- | --------------- | --------------- | --------------- | ------------------ | ------------------ | ------------------ | ----------- | ----------- | ----------- | ------ | ------ | ------ |
| 2020-2021       | Barcellona B    | SDB             | 4          | 0          |                 | -               | -               |                    | -                  | -                  |             | -           | -           | 4      | 0      |        |
| 2021-2022       | Barcellona B    | PD-R            | 15         | 3          |                 | -               | -               |                    | -                  | -                  |             | -           | -           | 15     | 3      |        |
| 2022-2023       | Barcellona B    | PF              | 23         | 1          |                 | -               | -               |                    | -                  | -                  |             | -           | -           | 23     | 1      |        |
| 2021-2022       | Barcellona      | PD              | 2          | 0          | CR              | 1               | 0               | UCL+UEL            | 0                  | 0                  | SS          | 0           | 0           | 3      | 0      |        |
| 2023-2024       | Villarreal B    | SD              | 2          | 0          |                 | -               | -               |                    | -                  | -                  |             | -           | -           | 2      | 0      |        |
| 2023-2024       | Villarreal      | PD              | 31         | 2          | CR              | 3               | 1               | UEL                | 5                  | 1                  |             | -           | -           | 39     | 4      |        |
| Totale carriera | Totale carriera | Totale carriera | 76         | 6          |                 | 4               | 1               |                    | 5                  | 1                  |             | -           | -           | 85     | 8      |        |

### Cronologia presenze e reti in nazionale
| Cronologia completa delle presenze e delle reti in nazionale ― Marocco | Cronologia completa delle presenze e delle reti in nazionale ― Marocco | Cronologia completa delle presenze e delle reti in nazionale ― Marocco | Cronologia completa delle presenze e delle reti in nazionale ― Marocco | Cronologia completa delle presenze e delle reti in nazionale ― Marocco | Cronologia completa delle presenze e delle reti in nazionale ― Marocco | Cronologia completa delle presenze e delle reti in nazionale ― Marocco | Cronologia completa delle presenze e delle reti in nazionale ― Marocco |
| Data                                                                   | Città                                                                  | In casa                                                                | Risultato                                                              | Ospiti                                                                 | Competizione                                                           | Reti                                                                   | Note                                                                   |
| ---------------------------------------------------------------------- | ---------------------------------------------------------------------- | ---------------------------------------------------------------------- | ---------------------------------------------------------------------- | ---------------------------------------------------------------------- | ---------------------------------------------------------------------- | ---------------------------------------------------------------------- | ---------------------------------------------------------------------- |
| 22-3-2024                                                              | Agadir                                                                 | Marocco                                                                | 1 – 0                                                                  | Angola                                                                 | Amichevole                                                             | -                                                                      | 88’                                                                    |
| 26-3-2024                                                              | Agadir                                                                 | Marocco                                                                | 0 – 0                                                                  | Mauritania                                                             | Amichevole                                                             | -                                                                      | 76’                                                                    |
| 11-6-2024                                                              | Agadir                                                                 | Rep. del Congo                                                         | 0 – 6                                                                  | Marocco                                                                | Qual. Mondiali 2026                                                    | -                                                                      | 61’                                                                    |
| 6-9-2024                                                               | Agadir                                                                 | Marocco                                                                | 4 – 1                                                                  | Gabon                                                                  | Qual. Coppa d'Africa 2025                                              | -                                                                      | 74’                                                                    |
| 9-9-2024                                                               | Agadir                                                                 | Lesotho                                                                | 0 – 1                                                                  | Marocco                                                                | Qual. Coppa d'Africa 2025                                              | -                                                                      | 57’                                                                    |
| 12-10-2024                                                             | Oujda                                                                  | Marocco                                                                | 5 – 0                                                                  | Rep. Centrafricana                                                     | Qual. Coppa d'Africa 2025                                              | -                                                                      | 76’ 86’                                                                |
| Totale                                                                 |                                                                        | Presenze                                                               | 6                                                                      |                                                                        | Reti                                                                   | 0                                                                      |                                                                        |

| Cronologia completa delle presenze e delle reti in nazionale ― Marocco olimpica | Cronologia completa delle presenze e delle reti in nazionale ― Marocco olimpica | Cronologia completa delle presenze e delle reti in nazionale ― Marocco olimpica | Cronologia completa delle presenze e delle reti in nazionale ― Marocco olimpica | Cronologia completa delle presenze e delle reti in nazionale ― Marocco olimpica | Cronologia completa delle presenze e delle reti in nazionale ― Marocco olimpica | Cronologia completa delle presenze e delle reti in nazionale ― Marocco olimpica | Cronologia completa delle presenze e delle reti in nazionale ― Marocco olimpica |
| Data                                                                            | Città                                                                           | In casa                                                                         | Risultato                                                                       | Ospiti                                                                          | Competizione                                                                    | Reti                                                                            | Note                                                                            |
| ------------------------------------------------------------------------------- | ------------------------------------------------------------------------------- | ------------------------------------------------------------------------------- | ------------------------------------------------------------------------------- | ------------------------------------------------------------------------------- | ------------------------------------------------------------------------------- | ------------------------------------------------------------------------------- | ------------------------------------------------------------------------------- |
| 24-7-2024                                                                       | Saint-Etienne                                                                   | Argentina olimpica                                                              | 1 – 2                                                                           | Marocco olimpica                                                                | Olimpiadi 2024 - 1º turno                                                       | -                                                                               | 39’ 59’                                                                         |
| 27-7-2024                                                                       | Saint-Etienne                                                                   | Ucraina olimpica                                                                | 2 – 1                                                                           | Marocco olimpica                                                                | Olimpiadi 2024 - 1º turno                                                       | -                                                                               | 86’                                                                             |
| 30-7-2024                                                                       | Nizza                                                                           | Marocco olimpica                                                                | 3 – 0                                                                           | Iraq olimpica                                                                   | Olimpiadi 2024 - 1º turno                                                       | -                                                                               | 67’                                                                             |
| 2-8-2024                                                                        | Parigi                                                                          | Marocco olimpica                                                                | 4 – 0                                                                           | Stati Uniti olimpica                                                            | Olimpiadi 2024 - Quarti di finale                                               | 1                                                                               |                                                                                 |
| 5-8-2024                                                                        | Marsiglia                                                                       | Marocco olimpica                                                                | 1 – 2                                                                           | Spagna olimpica                                                                 | Olimpiadi 2024 - Semifinale                                                     | -                                                                               |                                                                                 |
| 8-8-2024                                                                        | Nantes                                                                          | Egitto olimpica                                                                 | 0 – 6                                                                           | Marocco olimpica                                                                | Olimpiadi 2024 - Finale 3º-4º posto                                             | -                                                                               |                                                                                 |
| Totale                                                                          |                                                                                 | Presenze                                                                        | 6                                                                               |                                                                                 | Reti                                                                            | 1                                                                               |                                                                                 |